# Xenobemisia coleae
Xenobemisia coleae es un insecto hemíptero de la familia Aleyrodidae, subfamilia Aleyrodinae.
Fue descrita científicamente por Takahashi en 1951.